# Jatun Uchco
La cueva de Jatun Uchco (en quechua Hatun Uchku, de hatun grande, uchku hoyo, pozo "hoyo grande" o "pozo grande", ortografía hispanizada Jatun Uchco) es una cueva con restos arqueológicos y paleontológicos en el Perú. Fue declarada Patrimonio Cultural de la Nación por Resolución Directoral N° 441/INC el 23 de mayo de 2002. Se ubica en el distrito de Ambo, provincia de Ambo, en el departamento de Huánuco; a unos 500 m al sur de la plaza principal de Ambo, en una altura de 2.206 metros (7.238 pies).